# Aut Mori
Aut Mori (lateinisch oder sterben) ist eine 2009 gegründete Gothic-Metal-Band.

## Geschichte
Die Band Aut Mori wurde  2009 im russischen Jaroslawl gegründet. Die ursprüngliche Besetzung bestand aus dem Bassisten Ilya Ryabtsov, den Gitarristen Stepan Sorokin und Alexey Chernyshov, der Keyboarderin Maria Sorokina, dem Schlagzeuger Vlad Anatolyev und dem Gesangsduo Elena Kolesnikova und Evgeny Chepur. Die Mitglieder variierten über die Jahre nur wenig. Das Debüt der Gruppe erschien am 29. Oktober 2012 unter dem Titel Первая слеза осени über das Solitude-Productions-Subunternehmen BadMoodMan Music. Dies Album wurde ohne Anatolyev und Kolesnikova aufgenommen. Als Gast-Schlagzeuger gewann die Band Jerry Torstensson von Draconian. Auch der Violinist der Band Draconian Olof Göthlin spielte Passagen für das Debüt ein. Als Gast-Sängerin wurde die bis dahin unbeschriebene Nati Chitadze engagiert. Die internationale Resonanz auf der Debüt fiel verhalten positiv aus. „Grundsätzlich“ sei das Album „gar nicht schlecht, und instrumental […] sogar ziemlich souverän. Das [könne] allerdings nicht darüber hinwegtäuschen, dass sich „Pervaja Sleza Oseni“ von den Songs her lediglich im gehobenen Mittelfeld beweg[e], da es ihm an wirklichen Highlights“ mangele, schrieb Eckart Maronde für Metal.de. Für jene die Gothic Metal mit Frauengesang oder den Stil von Draconian zugeineigt seien, sei das Album „einen Versuch wert“ schloss „BitterCOld“ seine für Metalstorm verfasste Rezension. Ähnlich beurteilte „Mourning“ Первая слеза осени für das italienische Aristocrazia Webzine. In einer vernehmbaren Unterwürfigkeit gegenüber Draconian habe Aut Mori ein Album ohne Highlights, aber ebenso ohne Füllstoff geschaffen, dass „den Anhängern der eher romantisch-dekadenten Seite des Gothic-Doom“ zusagen müsse. Auch Mike Liassides von Doom-Metal.com schloss seine Besprechung damit, dass das Album gut, aber „eher ‚Empfehlung‘ als ‚unerlässlich‘“ sei. Immer dann wenn die schlichte und bekannte Formel der Gruppe funktioniere, was insbesondere in der zweiten Hälfte des Albums gegeben sei, erzeuge „es eine leicht schwermütige Kaskade von Melodien und symphonischen Elementen. Wo dies nicht der Fall ist, sind die Ergebnisse zwar immer noch technisch versiert, aber es fehlt ein wenig an Abwechslung oder Charakter“. Nach dem Debüt blieben weitere Veröffentlichungen aus.

## Stil
Aut Mori spielen stereotypen Gothic Metal mit The-Beauty-and-the-Beast-Wechselgesang. Zum Vergleich werden insbesondere Draconian angeführt. Mike Liassides von Doom-Metal.com zog hinzukommend Frailty als Vergleichsgröße für den gutturalen Gesang heran. Dieser Gesang basiere eher ein einem tiefen und melodischen an- und abschwellenden Raunen, als auf direktem Growling. Die Melodie der Leadgitarre vermittele „zusammen mit den Gitarrenriffs wohlige Melancholie“ während Schlagzeug und Bass ein Fundament bilden.

## Diskografie
- 2012: Первая слеза осени (Album, BadMoodMan Music)